# 이창직
이창직(1961년 12월 17일 ~ )은 대한민국의 배우이다.

## 학력
- 서울예술대학교 연극과

## 출연작

### 영화
- 《아이 캔 스피크》 (2017년) - 개발 대표 / 봉원시장 중국집 상인 역
- 《보통사람》 (2017년) - 판사 역
- 《루시드 드림》 (2017년) - 퇴물조폭 1 역
- 《터널》 (2016년) - 고참 인부 역
- 《파일 - 4022일의 사육》 (2015년) - 담임 선생님 역
- 《관상》 (2013년) - 황보인 역
- 《불신지옥》 (2009년) - 귀갑 역
- 《신기전》 (2008년) - 마오 역
- 《비열한 거리》 (2006년) - 동네 유지 역
- 《누가 나를 미치게 하는가》 (1995년) - 약사 역

### 드라마
- 《고려거란전쟁》(2023년 ~ 2024년, KBS2) - 이주정 역
- 《붉은 단심》 (2022년,KBS2) - 이조판서 역
- 《출사표》 (2020년,KBS2) - 시단규 역
- 《왕이 된 남자》 (2019년, tvN) - 서장원 역
- 《너의 등짝에 스매싱》 (2018년, TV조선)
- 《이번 생은 처음이라》 (2017년, tvN)
- 《추리의 여왕》 (2017년, KBS2)
- 《굿 와이프》 (2016년, tvN) - 판사 역
- 《마녀보감》 (2016년, JTBC) - 공판 역
- 《미세스 캅 2》 (2016년, SBS) - 청자형님 역
- 《리멤버 - 아들의 전쟁》 (2015년, SBS) - 경찰서장 역
- 《육룡이 나르샤》 (2015년, SBS)
- 《마을 - 아라아치의 비밀》 (2015년, SBS) - 산부인과원장 역
- 《밤을 걷는 선비》 (2015년, MBC) - 이판 역
- 《펀치》 (2015년, SBS) - 의원 역
- 《전설의 마녀》 (2014년, MBC) - 심사위원 역
- 《라이어 게임》 (2014년, tvN) - 신문사부장 역
- 《쓰리 데이즈》 (2014년, SBS) - 김우형 역
- 《제왕의 딸 수백향》 (2013년, MBC) - 가야 기문국 옥거상 최만치 역
- 《너의 목소리가 들려》 (2013년, SBS) - 문채식판사 역
- 《마의》 (2012년, MBC) - 태의 역
- 《너라서 좋아》 (2012년, SBS) - 송회장 역
- 《자명고》 (2009년, SBS) - 유헌 역
- 《길 위의 여자》 (1996년, MBC) - 의사 역
- 《달콤한 인생》 (1996년, MBC) - 문방구주인 역
- 《제2공화국》 (1989년, MBC) - 육사8기생 역

### 연극
- 《옥상 밭 고추는 왜》 (2018년)

## 수상
- 2004년 서울연극제 연기상